# All Hail the Queen
Az 1989-es All Hail the Queen Queen Latifah debütáló nagylemeze. Az album meglepően sikeres volt. A Billboard Top Hip Hop/R&B albumlistáján a 6., a Billboard 200-on a 124. helyig jutott. A Mama Gave Birth to the Soul Children kislemez a 14. helyig jutott az Egyesült Királyságban.
1998-ban a 100 legjobb rapalbum egyikévé választotta a The Source. 2008-ban a VH1 a 35. helyre helyezte a Ladies First dalt A hiphop 100 legjobb dala listáján. Szerepel az 1001 lemez, amit hallanod kell, mielőtt meghalsz című könyvben.

## Az album dalai
|     | Cím                                                     | Szerző(k)             | Hossz |
| --- | ------------------------------------------------------- | --------------------- | ----- |
| 1.  | Dance for Me                                            | James, Owens, Stewart | 3:41  |
| 2.  | Mama Gave Birth to the Soul Children (a De La Soul-lal) | Owens                 | 4:25  |
| 3.  | Come into My House (Quasarral)                          | Owens                 | 4:14  |
| 4.  | Latifah's Law                                           | Owens, Vega           | 3:51  |
| 5.  | Wrath of My Madness                                     | James, Owens          | 4:12  |
| 6.  | The Pros (Daddy-O-val)                                  | Owens                 | 5:43  |
| 7.  | Ladies First (Monie Love-val)                           | Owens                 | 3:45  |
| 8.  | A King and Queen Creation (45 King-gel)                 | Owens                 | 3:34  |
| 9.  | Queen of Royal Badness                                  | James, Welch          | 3:24  |
| 10. | Evil That Men Do (KRS-One-nal)                          | Owens, Parker         | 4:03  |
| 11. | Princess of the Posse                                   | James, Owens          | 3:51  |
| 12. | Inside Out                                              | James, Owens          | 4:11  |
| 13. | Dance for Me (Ultimatum remix)                          | James, Owens          | 5:04  |
| 14. | Wrath of My Madness (Soulshock remix)                   | James, Owens          | 5:30  |
| 15. | Princess of the Posse (DJ Mark the 45 King Remix)       | James, Owens          | 4:07  |

## Közreműködők
- Daddy O – producer, előadó, keverés
- De La Soul – előadó
- Dr. Jam – újrakeverés
- KRS-One – producer, keverés
- Queen Latifah – producer, keverés
- Monie Love – előadó
- DJ Mark the 45 King – producer, előadó, keverés
- C. Paul – hangmérnök, keverés
- Prince Paul – producer, keverés
- Soulshock – újrakeverés
- Dwayne Sumal – hangmérnök
- Rob Sutton – keverés
- Mike Teelucksingh – hangmérnök
- Little Louie Vega – producer, keverés
- Dr. Shane Faber – basszusgitár, hangmérnök
- Dan Miller – hangmérnök, keverés
- Bob Coulter – hangmérnök, keverés
- Al Watts – hangmérnök
- Steven Miglio – művészi munka, design
- Dante Ross – koordinátor, konzultáns
- Ultimatum – újrakeverés
- Dilly d'Mus – hangmérnökasszisztens
- Louis Vego – producer, keverés
- Howard Zucker – tipográfia
- Jane Wexler – fényképek
- Bart Everly – fényképek
- Christopher Shaw – hangmérnök
- Dan Miller – keverés
- Gawthaman Gobinath – make-up művész

## Fordítás
Ez a szócikk részben vagy egészben az All Hail the Queen című angol Wikipédia-szócikk ezen változatának fordításán alapul.  Az eredeti cikk szerkesztőit annak laptörténete sorolja fel. Ez a jelzés csupán a megfogalmazás eredetét és a szerzői jogokat jelzi, nem szolgál a cikkben szereplő információk forrásmegjelöléseként.